# Cristina Serra i Selvas
Cristina Serra i Selvas (Manresa, 1973) és una empresària, ex-model i ex-actriu de televisió catalana.
És copropietària de l'empresa de moda Serra-Claret, amb botigues a Manresa i Barcelona.
Als anys noranta, va fer de model per al dissenyador Antonio Miró. Va començar a treballar a TV3 l'any 1993 com a coordinadora de vestuari al programa Un tomb per la vida de Joaquim Maria Puyal. Va debutar com a presentadora del programa Per molts anys i va ser actriu a la sèrie juvenil El joc de viure.
Companya sentimental de Pep Guardiola durant molts anys, i mare de tres fills (Màrius, Maria i Valentina), va casar-se amb el futbolista a Matadepera el maig de 2014. És codirectora de la Fundació Guardiola-Sala. El gener de 2025 es va fer públic que es separava del seu marit.